# ISO 3166-2:AT
ISO 3166-2:AT és el subconjunt per a Àustria de l'estàndard ISO 3166-2, publicat per l'Organització Internacional per Estandardització (ISO) que defineix els codis de les principals subdivisions administratives.
Actualment per a Àustria, l'estàndard ISO 3166-2, està format per 9 estats federals.
Cada codi es compon de dues parts, separades per un guió. La primera part és AT, el codi ISO 3166-1 alfa-2 per a Àustria. La segona part és un dígit (1–9).

## Codis actuals

Mapa d'Àustria amb els estats federals etiquetats amb la segona part del seu codi ISO 3166-2.

Els noms de les subdivisions estan llistades segons l'ISO 3166-2 publicat per la "ISO 3166 Maintenance Agency" (ISO 3166/MA)
| Codi | Nom de la subdivisió (de) | Nom de la subdivisió (ca) |
| ---- | ------------------------- | ------------------------- |
| AT-1 | Burgenland                | Burgenland                |
| AT-2 | Kärnten                   | Caríntia                  |
| AT-3 | Niederösterreich          | Baixa Àustria             |
| AT-4 | Oberösterreich            | Alta Àustria              |
| AT-5 | Salzburg                  | Salzburg                  |
| AT-6 | Steiermark                | Estíria                   |
| AT-7 | Tirol                     | Tirol                     |
| AT-8 | Vorarlberg                | Vorarlberg                |
| AT-9 | Wien                      | Viena                     |

Notes
1. ↑  Nom en català no inclòs a l'estàndard ISO 3166-2.